# Henri de Marsay
Le comte Henri de Marsay (1793-1833 ou 1834) est un personnage de La Comédie humaine d’Honoré de Balzac. Fils naturel de Lord Dudley, il devient de Marsay quand Lord Dudley marie sa mère au vieux comte de Marsay.
Henri possède cent mille francs de rente dès l'âge de seize ans (Autre étude de femme). Son train de vie est extravagant.
Il apparaît pour la première fois dans La Duchesse de Langeais, brièvement puis de manière plus approfondie dans La Fille aux yeux d'or, troisième volet de l'Histoire des Treize dans lequel il tente de ravir Paquita à la marquise de San-Réal, qui est en réalité la fille de Lord Dudley, donc sa demi-sœur.
Il fait partie des dandys-arrivistes « jeune loup aux dents longues » et de la terrible association des Treize, sorte de franc-maçonnerie qui donne tout pouvoir à ses membres.

## Chronologie d'Henri de Marsay dansLa Comédie humaine
- 1815 : La Fille aux yeux d'or (écrit en 1835). Marsay est investi d'un pouvoir inconnu, il peut faire exécuter toute personne qui l'offense grâce à l'association secrète des Treize. Après avoir été son rival auprès de la belle Paquita, il découvre que la marquise de San-Réal est sa demi-sœur, leur père étant Lord Dudley.
- 1818 : César Birotteau (écrit en 1837). Il achète, pour soixante mille francs, Coralie à sa mère afin d'en faire sa maîtresse. La future amante de Lucien de Rubempré a tout juste quinze ans.
- 1819 : César Birotteau (1837). Il est l'amant de Delphine de Nucingen qu'il quitte la même année, dans Le Père Goriot (écrit en 1835), avant de devenir celui d'Anastasie de Restaud (née Goriot). Il est aussi l'ami et le soutien du général de Montriveau dans La Duchesse de Langeais (1839).
- 1822 : Illusions perdues (écrit de 1836 à 1843). Il est devenu un modèle de mode masculine. Considéré comme un monstre par Coralie, il sert pourtant de témoin dans le duel qui oppose Lucien de Rubempré à Michel Chrestien, et guide les premiers pas de Rastignac en politique. Pilier du Rocher de Cancale et amateur de toutes les débauches, il pousse Victurnien d'Esgrignon à se ruiner davantage en lui prêtant vingt mille francs (Le Cabinet des Antiques, écrit en 1839). Il est, avec Eugène de Rastignac, un membre à part entière du monde des « roués parisiens », ces meneurs de la société mondaine, politique et financière.
- 1827 : Le Contrat de mariage (écrit en 1835). Marsay déconseille à Paul de Manerville son union avec Natalie Évangélista. Et il commence son irrésistible ascension politique avec le soutien des Montriveau, Grandlieu, Ronquerolles et Sérisy en s'affichant contre le « parti des prêtres ». Il dispose aussi de l'appui de son vrai père, Lord Dudley, et d'une fortune colossale en partie due à son mariage avec Dinah Stevens qui lui apporte une dot mirobolante.
- 1831 : Autre étude de femme (commencé en 1834, terminé en 1842). Il est nommé premier ministre et il confesse, dans un des récits faits au cours de la soirée chez Félicité des Touches, qu'avant d'être cruel et sans scrupules, il a connu les affres d'un amour déçu.
- 1832 : Les Secrets de la princesse de Cadignan (écrit en 1839). Henri de Marsay figure sur le recueil des erreurs de Diane de Maufrigneuse, dont il a été l'amant (son premier amant en fait).
- 1833 : Le Député d'Arcis (commencé en 1839, repris par l’auteur en 1847, terminé et publié en 1854 par Charles Rabou, selon la promesse qu’il avait faite à Balzac). Il utilise Maxime de Trailles en politique. Dans ce même ouvrage, on annonce déjà sa santé déclinante sans préciser l'année de sa mort, qui a peut-être eu lieu en 1833 ou l'année suivante.

On le retrouve également dans les romans suivants :
- Une ténébreuse affaire
- Splendeurs et misères des courtisanes
- Melmoth réconcilié
- Ursule Mirouët
- La Cousine Bette
- Les Comédiens sans le savoir
- Béatrix
- La Maison Nucingen
- Le Lys dans la vallée
- La Fausse Maîtresse